# 조영남 (1961년)
조영남(曺英南, 1961년 6월 9일, 전라남도 보성군 조성면 ~ )은 대한민국의 제7·8대 전라남도 보성군의원이다.

## 학력
- 운성중학교 졸업
- 한영대학교 호텔관광학과 졸업

## 경력
- 민주당 여성국 부국장
- 2014.07 ~ 2018.06 제7대 전라남도 보성군의회 의원
- 2014.07 ~ 2016.07 제7대 전라남도 보성군의회 전반기 예산결산특별위원회 위원
- 2016.07 ~ 2018.06 제7대 전라남도 보성군의회 후반기 산업건설위원회 위원장
- 여성권익신장 청년당원
- 더불어민주당 전남도당 상무위원
- 2021.04 ~ 2022.06 제8대 전라남도 보성군의회 의원

## 역대 선거 결과
|  | 0% |

|  | 45.12% |